# Pilmet

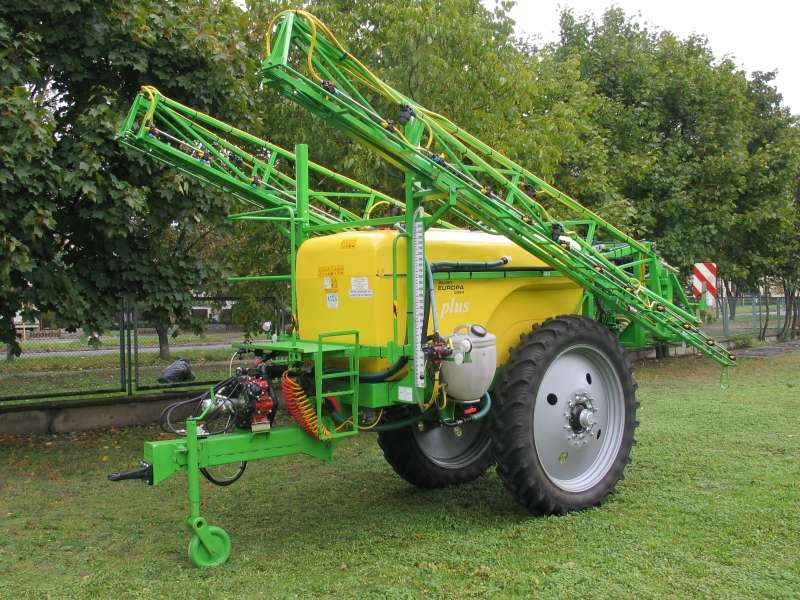
Opryskiwacz Pilmet Europa 2500

Pilmet – był największym polskim producentem maszyn do środków ochrony roślin z siedzibą we Wrocławiu. Od 2006 roku produkcja zostaje przeniesiona do Brzegu gdzie funkcjonuje w ramach Grupy Kapitałowej UNIA jako Agromet Pilmet Sp. z o.o. w Brzegu,.

## Historia[2]
- 25 stycznia 1952 roku powołano przedsiębiorstwo państwowe pod nazwą Zakłady Metalowe „PILCZYCE”. Na gruzach poniemieckiej fabryki lokomotyw wąskotorowych rozpoczęto organizowanie filialnego zakładu Wrocławskie Fabryki Pomp, przy obecnej ulicy Metalowców 25.
- prototyp śmigłowca Gigant-2[3]
- W latach 60. XX wieku rozpoczęto produkcję: maszyn dla przemysłu piekarskiego, urządzeń dla fabryk do produkcji płyt pilśniowych na potrzeby krajowe i innych krajów socjalistycznych, urządzeń do łączności radiowej, siewników ogrodowych, tokarek stołowych precyzyjnych TSA-16. W tym okresie postępujący rozwój rolnictwa w kraju wywołał potrzebę podjęcia i uruchomienia produkcji aparatury ochrony roślin - opryskiwaczy różnych typów: ciągnikowych, konnych i ręcznych. Był to okres największego rozwoju Zakładów Metalowych „PILMET”.

- 6 kwietnia 1961 roku, Zarządzeniem nr 54 Ministerstwa Przemysłu Ciężkiego utworzono P.P. Zakłady Aparatury Ochrony Roślin. Już w latach 60. produkowano: opryskiwacze zawieszane z belką 8 m ORZ-300, opryskiwacze konne 300 l z napędem wentylatora od silnika spalinowego ORS 4, opylacze pneumatyczne zawieszane z wentylatorem OCZ-10, opryskiwacze plecakowe ORP-10, SANO-2, 10 l, które są do dziś produkowane, serwomechanizmy układów kierowniczych ciągników Ursus C-385 dla przemysłu ciężkiego, cylindry hydrauliczne tłokowe i nurnikowe, zawory szybkozłączne dla przewodów olejowych RPT-13 dla przemysłu ciągnikowego.
- 30 marca 1965 roku zostało utworzone P.P. „Agromet-Pilmet” Kombinat Maszyn Rolniczych. Przedmiotem działania kombinatu była produkcja aparatury ochrony roślin oraz zespołów i części zamiennych do ciągników i maszyn rolniczych.
- Największy rozwój produkcji opryskiwaczy przypadł na końcowe lata 70. W tym okresie wdrożono do produkcji: opryskiwacze 1000 l przyczepiane sadownicze ORC-1004 o wydajności 20 tys. m³/h, opryskiwacze polowe ORH-200 do oprysków buraków cukrowych, uruchomiono produkcję opryskiwaczy ręcznych ORM-1 i ORM-0,5 l.
- 1974 włączenie Zakład Sprzętu Mechanicznego z Lubania w struktury Kombinatu Maszyn Rolniczych „AGROMET-Pilmet” jako Zakład Elementów Hydrauliki Siłowej.
- 20 września 1982 roku utworzone zostało przedsiębiorstwo państwowe pod nazwą „AGROMET-PILMET” Fabryka Maszyn Rolniczych z zakresem działalności produkcji opryskiwaczy oraz wyrobów opartych na licencji duńskiej firmy „DANFOSS”, takich jak: bloki sterujące ORBITROLE i silniki hydrauliczne ORBIT. Równolegle w latach 80. prowadzona była modernizacja parku maszynowego i technologia wytwarzania opryskiwaczy, zaworów szybkozłącznych i serwomechanizmów C-385. Wprowadzono technologię z zastosowaniem między innymi obrabiarek numerycznie sterowanych TZC-32N i TUR-50. Na maszynach tych wykonuje się części do opryskiwaczy i serwomechanizmów. Decyzją Ministra Hutnictwa i Przemysłu Maszynowego wyodrębniony został ze struktur kombinatu zakład w Lubaniu jako przedsiębiorstwo państwowe „AGROMET” Zakład Elementów Hydrauliki Siłowej[4].
- 5 maja 1994 roku przedsiębiorstwo zostało przekształcone w Jednoosobową Spółkę Skarbu Państwa.
- 31 marca 1995 roku Spółka została włączona do XIV Narodowego Funduszu Inwestycyjnego.
- 28 września 1995 roku Spółka przyjęła nazwę: Fabryka Maszyn Rolniczych „PILMET” Spółka Akcyjna.
- 26 lutego 1996 roku przekazano nieodpłatnie akcje uprawnionym pracownikom Spółki.
- 1996 - firma Danfoss kupiła Wydział Hydrauliki Siłowej prywatyzowanej fabryki, tworząc produkcyjny oddział hydrauliki siłowej[5].
- Od sierpnia 1997 roku rozpoczęto głęboką restrukturyzację fabryki, opracowano strategię rozwoju firmy i podjęto działania mające na celu wprowadzenie nowej, uzupełniającej produkcji. Dokonano reorganizacji i reorientacji fabryki na pro-rynkową.
- 2006 – przejęcie Pilmetu Wrocław przez Unia Group[6]